# Starless and Bible Black
Starless and Bible Black je šesté studiové album britské rockové skupiny King Crimson. Vydáno bylo v roce 1974 (viz 1974 v hudbě) a v britském žebříčku se umístilo nejlépe na 28. místě.

## Popis alba a jeho historie
King Crimson vydali v březnu 1973 album Larks' Tongues in Aspic, přičemž ve stejné době odešel ze skupiny perkusionista Jamie Muir. Čtyřčlenný zbytek kapely (nepočítaje textaře) pokračoval během celého roku 1973 v čilém koncertování, kdy kromě vydaných skladeb hráli i nejrůznější improvizace a postupně také začali hrát i skladby nové.
Album Starless and Bible Black je běžně řazeno mezi studiová alba, nicméně je jakýmsi mixem studiových i koncertních nahrávek, které byly dodatečně upraveny ve studiu (odstranění potlesků apod.). Deska začíná písněmi „The Great Deceiver“ a „Lament“, což jsou jediné dvě skladby na albu nahrané výhradně ve studiu. Po nich následuje „We'll Let You Know“, improvizace nahraná na koncertě ve skotském Glasgow. „The Night Watch“ je píseň inspirovaná stejnojmenným obrazem od Rembrandta. Její úvod pochází z vystoupení v Amsterdamu, zbytek byl později natočen ve studiu. „Trio“ je čistě instrumentální skladba (rovněž z Amsterdamu) pro housle, baskytaru a mellotron. Improvizace „The Mincer“ byla nahrána na koncertě v Curychu.
Na druhé straně původní gramofonové desky se nacházejí dvě instrumentální skladby o délce kolem 10 minut. Titulní improvizace „Starless and Bible Black“ byla natočena v Amsterdamu, pro toto album ale byla zkrácena. Její název je citátem z hry Under Milk Wood od Dylana Thomase. Na dalším albu King Crimson, Red, se nachází skladba „Starless“, která je ale od této intrumentálky odlišná, ačkoliv obsahuje slova „starless and bible black“. Poslední skladbou na Starless and Bible Black je Frippova složitá kytarová skladba „Fracture“ (rovněž z Amsterdamu, celý tento koncert byl vydán v roce 1997 jako album The Night Watch), stylově podobná „Larks' Tongues in Aspic, Part Two“.
Autorem přebalu alba je anglický malíř Tom Phillips.

## Seznam skladeb
| Strana 1 | Strana 1           | Strana 1                                    | Strana 1 |
| Pořadí   | Název              | Autor                                       | Délka    |
| -------- | ------------------ | ------------------------------------------- | -------- |
| 1.       | The Great Deceiver | Wetton, Fripp, Palmer-James                 | 4:02     |
| 2.       | Lament             | Fripp, Wetton, Palmer-James                 | 2:49     |
| 3.       | We'll Let You Know | Cross, Fripp, Wetton, Bruford               | 3:46     |
| 4.       | The Night Watch    | Fripp, Wetton, Palmer-James                 | 4:37     |
| 5.       | Trio               | Cross, Fripp, Wetton, Bruford               | 5:41     |
| 6.       | The Mincer         | Cross, Fripp, Wetton, Bruford, Palmer-James | 4:10     |

| Strana 2       | Strana 2                 | Strana 2                      | Strana 2 |
| Pořadí         | Název                    | Autor                         | Délka    |
| -------------- | ------------------------ | ----------------------------- | -------- |
| 1.             | Starless and Bible Black | Cross, Fripp, Wetton, Bruford | 9:11     |
| 2.             | Fracture                 | Fripp                         | 11:14    |
| Celková délka: | Celková délka:           | Celková délka:                | 46:41    |

## Obsazení
- King Crimson
  - Robert Fripp – kytara, mellotron, elektrické piano
  - John Wetton – zpěv, baskytara
  - David Cross – housle, viola, mellotron, elektrické piano
  - Bill Bruford – bicí, perkuse
  - Richard Palmer-James – texty